# Grata (brocha)

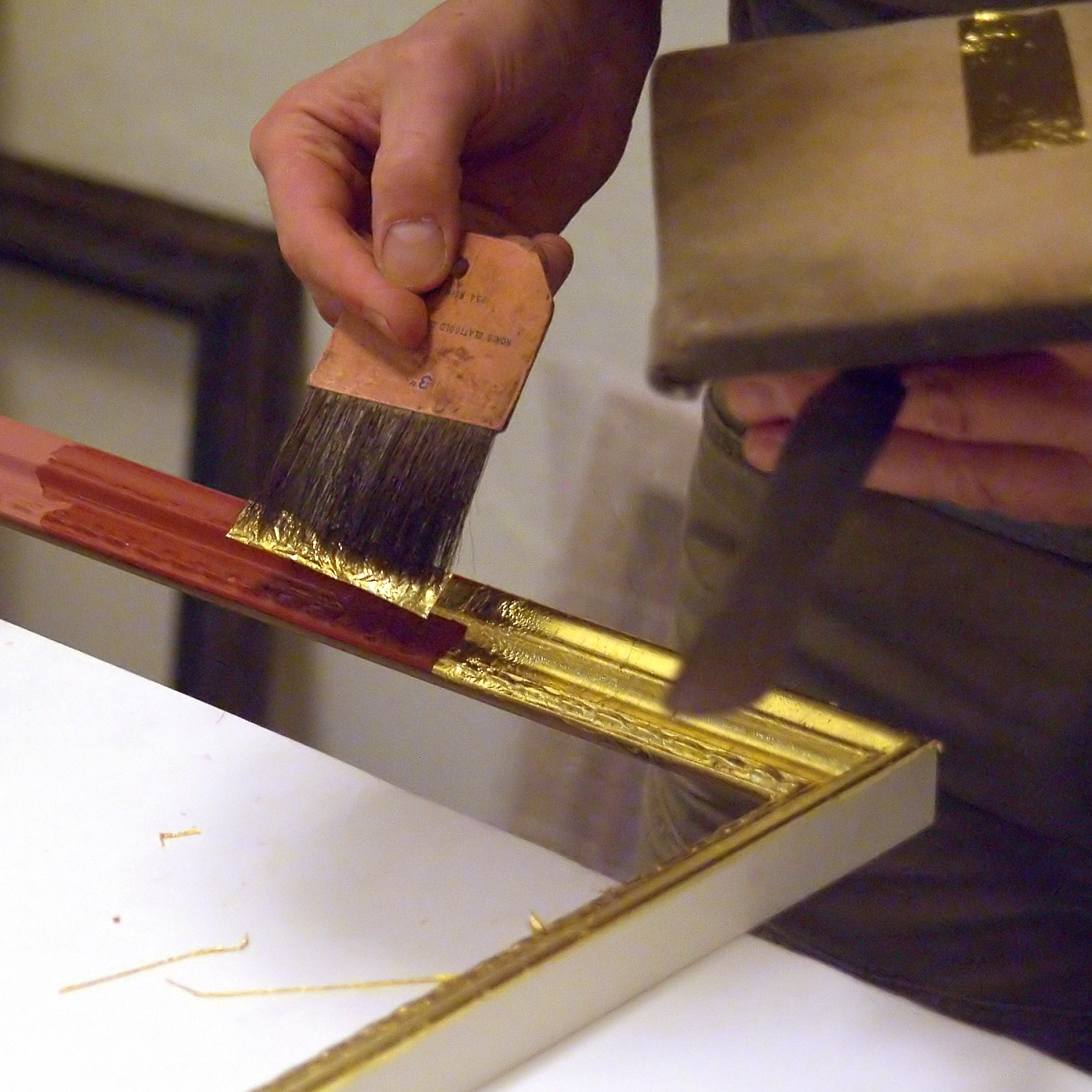
Dorador usando una grata

Se llama grata a una brocha de latón o vidrio hilado con la cual los doradores extienden la amalgama de oro y de mercurio sobre la pieza. También se utiliza para limpiar las piezas de orfebrería. 
El grateado de las piezas de orfebrería se ejecuta a mano cuando se trata de piezas artísticas y mecánicamente en los objetos para el comercio, pero siempre teniendo cuidado de mantener húmeda la superficie del objeto por medio de soluciones mucilaginosas. 